# Société de classes
La société de classes est une société dans laquelle le critère d'ordonnancement social est la richesse des individus. Elle se caractérise par l'existence de classes sociales, c'est-à-dire des groupes sociaux fondés sur des degrés de richesse et adoptant des codes culturels spécifiques pouvant donner lieu à un mépris de classe que subissent les personnes issues de classes sociales jugées comme inférieures (les classes supérieures exploitant et profitant de l'activité productive des classes inférieures : les exploiteurs extorquent un sur-plus produit par les exploités). Les membres d'une classe se distinguent par une même position dans le processus économique et donc par une situation sociale semblable, par des intérêts communs et, sous certaines conditions, par une conscience commune. L'antagonisme entre les différentes classes sociales d'une société se traduit par une "lutte de classes".
La disparition de la société de classes est l'objectif à la fois de l'anarchisme et du marxisme avec des méthodes pour y parvenir différentes
Elle se distingue ainsi des sociétés d'ordres, reposant sur un critère de dignité et des sociétés de castes, qui divisent la population en fonction de leur fonction sociale ou de leur pureté religieuse. 
La société capitaliste est une société de classe (entre prolétaires exploités et capitalistes exploiteurs).